# Região Geográfica Imediata de Pinheiro
A Região Geográfica Imediata de Pinheiro é uma das 22 regiões imediatas do estado brasileiro do Maranhão, uma das 8 regiões imediatas que compõem a Região Geográfica Intermediária de São Luís e uma das 509 regiões imediatas no Brasil, criadas pelo IBGE em 2017. É composta de 11 municípios abrangendo parte da Baixada Maranhense.

## Municípios
| Região geográfica imediata | Código | Municípios          |
| -------------------------- | ------ | ------------------- |
| Pinheiro                   | 210002 | Bacurituba          |
| Pinheiro                   | 210002 | Bequimão            |
| Pinheiro                   | 210002 | Palmeirândia        |
| Pinheiro                   | 210002 | Pedro do Rosário    |
| Pinheiro                   | 210002 | Peri Mirim          |
| Pinheiro                   | 210002 | Pinheiro (Regional) |
| Pinheiro                   | 210002 | Presidente Sarney   |
| Pinheiro                   | 210002 | Santa Helena        |
| Pinheiro                   | 210002 | São Bento           |
| Pinheiro                   | 210002 | Turiaçu             |
| Pinheiro                   | 210002 | Turilândia          |